# Sad Wings of Destiny
Sad Wings of Destiny ist das zweite Studioalbum der britischen Heavy-Metal-Band Judas Priest. Es ist das einzige Album mit Schlagzeuger Alan Moore. Erstmals ist das Logo in Frakturschrift auf dem Album zu sehen.

## Hintergrund
Sad Wings of Destiny wurde mit den Produzenten Jeffery Calvert und Max West – Mitglieder der Popband Typically Tropical – erneut für das kleine Label Gull aufgenommen. Vor den Aufnahmen hatte Schlagzeuger John Hinch die Gruppe im Oktober 1975 verlassen. Er wurde durch Alan Moore ersetzt, der bereits in der Frühphase der Band für diese tätig gewesen war. Das Album wurde wie das erste für die vom Label zur Verfügung gestellte Summe von 2000 britischen Pfund aufgenommen. Während der Aufnahmen beschränkten sich die Bandmitglieder daher auf eine Mahlzeit am Tag. Einige nahmen auch Nebenjobs an. Stilistisch orientierte sich die Gruppe an Bands wie Queen, Led Zeppelin, Deep Purple oder Black Sabbath.
Das Album zeigt den Bandnamen in Frakturschrift. Die Covergestaltung mit einem gefallenen Engel mit einem Dreizack stammt von Patrick Woodroffe. Als Singles erschienen The Ripper und Deceiver.

## Rezeption
Allmusic gab dem Album 4 von 5 Sternen. Steve Huey schrieb: „More than any other heavy metal album of its time, Sad Wings of Destiny offered the blueprint for the way forward. What’s striking is how deeply this blueprint resonated through the years, from the prog ambitions of Iron Maiden to the thematic echoes in a pair of ’80s thrash masterpieces.“

## Titelliste
| Nr. | Titel             | Autor(en)                                           | Länge |
| --- | ----------------- | --------------------------------------------------- | ----- |
| 1.  | Victim of Changes | Al Atkins, Glenn Tipton, Rob Halford, K. K. Downing | 7:47  |
| 2.  | The Ripper        | Tipton                                              | 2:50  |
| 3.  | Dreamer Deceiver  | Halford, Downing, Tipton, Atkins                    | 5:51  |
| 4.  | Deceiver          | Halford, Downing, Tipton                            | 2:40  |

| Nr.          | Titel                | Autor(en)                | Länge |
| ------------ | -------------------- | ------------------------ | ----- |
| 5.           | Prelude              | Tipton                   | 2:02  |
| 6.           | Tyrant               | Halford, Tipton          | 4:28  |
| 7.           | Genocide             | Halford, Downing, Tipton | 5:51  |
| 8.           | Epitaph              | Tipton                   | 3:08  |
| 9.           | Island of Domination | Halford, Downing, Tipton | 4:32  |
| Gesamtlänge: | Gesamtlänge:         | Gesamtlänge:             | 39:12 |